# Wassili Michailowitsch Skworzow
Wassili Michailowitsch Skworzow (russisch Василий Михайлович Скворцов, wiss. Transliteration Vasilij Michajlovič Skvorcov; * 1859; † 1932) war ein in eine Priesterfamilie geborener russischer Theologe. Sein Studium absolvierte er an der Geistlichen Akademie Kiew. Er war Leiter der Inneren Mission der russisch-orthodoxen Kirche. Die orthodoxe Zeitschrift Missionerskoe obozrenie (1896–1917) und die kirchenpolitische Tageszeitung Kolokol (1905–1917), die als offizielles Organ des Heiligen Synod galt, wurde von ihm herausgegeben. Skworzow lehrte am Sarajevo-Seminar in Jugoslawien.

## Werke
- "О штундизме и о мерах борьбы с сектою" (“Über den Stundismus und die Maßnahmen der Bekämpfung der Sekte”) (1895)
- "О тарусских хлыстах" (“Über die Chlysten von Tarussa”) (1896)
- "Правда о закавказской духоборческой секте" (“Die Wahrheit über die transkaukasische Duchoborzen-Sekte”) (Kiew 1898)
- "Староскопчество как секта и обличение ее заблуждений" (“Die Kastrationssekte der Skopzen und eine Darlegung ihre Irrtümer”) (St. Petersburg 1899)
- "Духоборы в Америке и граф Л.Н. Толстой" (“Die Duchoborzen in Amerika und Graf L. N. Tolstoi”) (St. Petersburg 1900)
- "Миссионерский Спутник" (“Missionarischer Weggefährte”) (St. Petersburg, 1899; 2. A. 1904).